# 1954 ve fotografii
Tento článek popisuje významné události roku 1954 ve fotografii.

## Události
- Henri Cartier-Bresson vydal knihu Danses à Bali, Collection Huit, Delpire
- Henri Cartier-Bresson vydal knihu D'une Chine à l'autre, Delpire (texty: Jean-Paul Sartre)
- Sam Shaw pořídil fotografii, na níž Marilyn Monroe stojí nad výdechy ventilace a vzduch jí nadzvedává sukni.[1]
- V Japonsku začal vycházet fotografický časopis Camera Mainiči

## Ocenění

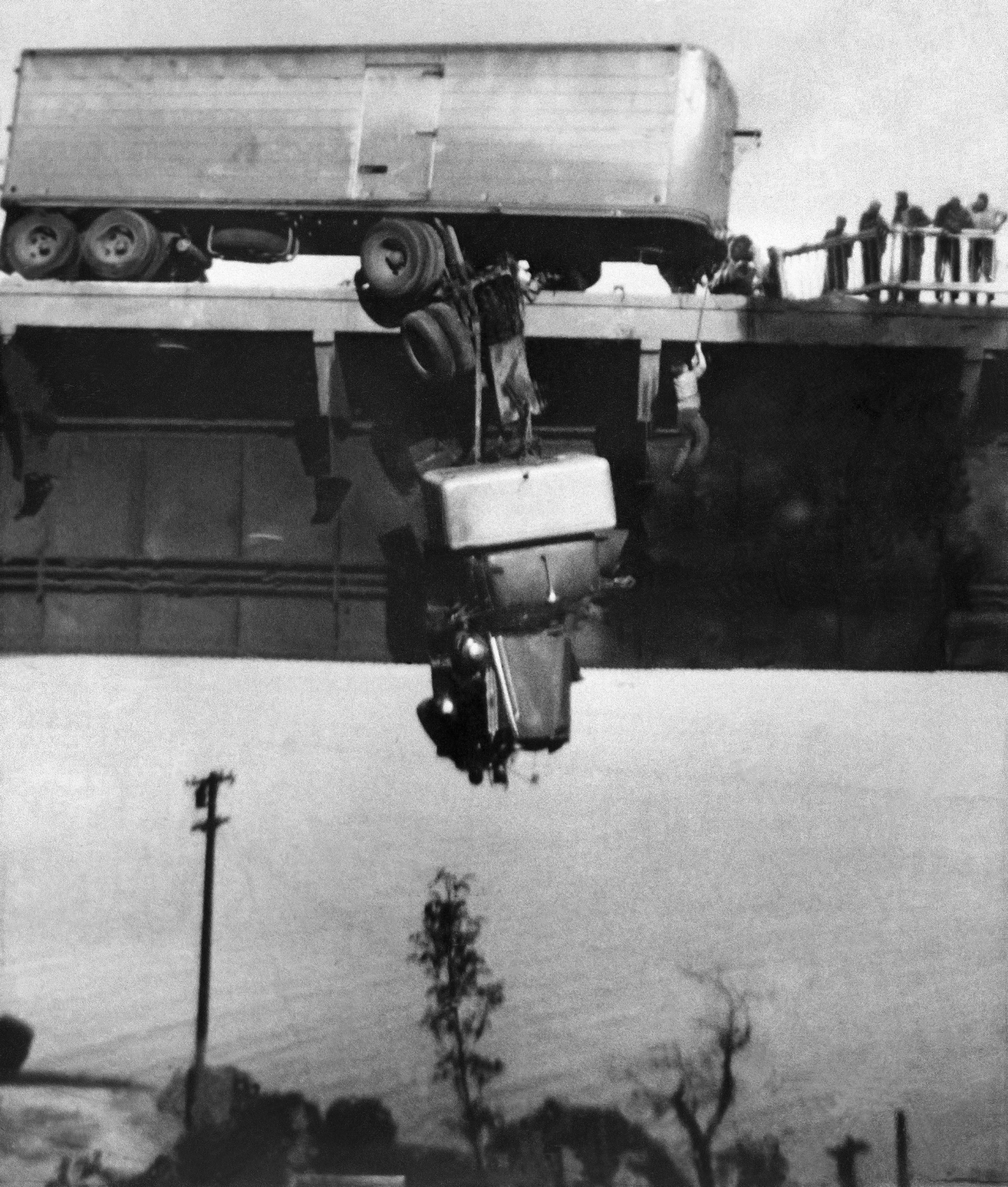
Virginia Schau, amatérská fotografka ze San Anselma, v Kalifornii, získala ocenění Pulitzer Prize for Photography za snímek vzrušující záchrany muže visícího nad propastí v Reddingu v Kalifornii, snímek byl publikován v The Akron (Ohio) Beacon Journal a dalších novinách celostátně distribuovaných společností Associated Press. Virginia Schau byla první ženou, která tuto cenu získala.

- Pulitzer Prize for Photography – Virginia Schau, amatérka ze San Anselma, v Kalifornii, za snímek vzrušující záchrany muže visícího nad propastí v Reddingu v Kalifornii, snímek byl publikován v The Akron (Ohio) Beacon Journal a dalších novinách celostátně distribuován společností Associated Press. Virginia Schau byla první ženou, která tuto cenu získala.

## Narození v roce 1954
- 12. ledna – Michael Bielický, český fotograf, multimediální umělec a pedagog
- 12. ledna – Howard Stern, americký rozhlasový a televizní hlasatel, spisovatel, herec a fotograf
- 17. ledna – Ellen von Unwerth, německá fotografka a režisérka
- 19. ledna – Cindy Shermanová, americká fotografka a filmová režisérka
- 7. února – Vladislav Hošek, český fotograf náladových záběrů šumavské krajiny, pralesních interiérů a detailů z přírody Šumavy († 13. srpna 2025)
- 18. února – Aleš Kuneš, fotograf a vysokoškolský pedagog
- 21. února – Antonín Braný, fotograf a vysokoškolský pedagog († 11. října 2010)
- 31. března – Jiří Siostrzonek, slezský sociolog, fotograf a kulturní pracovník
- 4. dubna – Yan Morvan, francouzský fotograf, novinář, fotoreportér a autor, válečné fotografie, underground, spodní části společnosti, motorkáři, krajní aktivisté, gangy a sexuální pracovnice, konflikty v Evropě, na Středním východě a v Africe († 20. září 2024)
- 16. dubna – Jan Malý, český fotograf († 5. dubna 2017)
- 27. dubna – Ivan Lutterer, český fotograf († 11. listopadu 2001)
- 5. května – Vladimír Birgus, fotograf, historik fotografie
- 14. května – Harry John Roland, americký fotograf a řečník († 23. května 2024)
- 23. května – František Řezníček, fotograf († 1. července 2007)
- 24. května – David Armstrong, americký fotograf (úmrtí 25. října 2014 nebo 26. října 2014)
- 17. června – Vladimír Obr, český malíř, fotograf, multimediální umělec a filosof
- 27. července – Erwin Wurm, rakouský umělec a fotograf
- 28. září – Rudolf Jung, český fotograf
- 26. září – Sérgio Valle Duarte, brazilský umělec a fotograf
- 8. října – Walter Dahn, německý malíř, fotograf a hudební umělec (* 11. listopadu 2024)
- 12. října – Pam Francis, americká fotografka známá jako Annie Leibovitz z Texasu[2]  († 18. července 2020)
- 13. října – Bohumír Prokůpek, český fotograf († 19. listopadu 2008)
- 30. října – Kim Čung-man, jihokorejský fotograf († 31. prosince 2022)
- 30. října – Mario Testino, peruánský módní a portrétní fotograf
- 11. listopadu – Jaroslav Sýbek, český fotograf a fotoreportér, zachycuje osoby a krajinu v jižních Čechách, události a návštěvy významných osob v regionu, ale i běžný život
- 19. listopadu – Michel Comte, švýcarský fotograf
- 25. listopadu – Gary Schneider, americký fotograf původem z Jihoafrické republiky známý svými portréty a autoportréty
- 9. prosince – Alex Vermeulen, nizozemský fotograf, sochař, kreslíř, mediální umělec
- ? – Herman Schwarz, peruánský fotograf a historik fotografie v Peru
- ? – Keizó Kitadžima, japonský fotograf
- ? – Brian Rose, americký fotograf architektury
- ? – Gregory Heisler, americký fotograf
- ? – Myriam Laplante, kanadská fotografka a umělkyně
- ? – Kijotaka Šišito, japonský fotograf, získal cenu Nobua Iny
- ? – Patricia Allende, španělská fotografka, hledala abstrakci reality a přírody, její sestra byla Ouka Leele (29. září 1954 – 3. ledna 2025)

## Úmrtí v roce 1954
- 5. ledna – Emilie Hendriksenová, norská fotografka, působila ve Vadsø v období 1905 až 1911, používala slepotisk na přední stranu kartonu na kabinetky (* 23. srpna 1877)
- 24. února – Josef Jindřich Šechtl, český fotograf (* 9. května 1877)
- 16. května – Werner Bischof, švýcarský reportážní fotograf (* 26. dubna 1916)
- 25. května – Robert Capa, maďarský válečný fotograf (* 22. října 1913)
- 23. července – Wanda Herse, polská horolezkyně, fotografka krajin a hor, nezávislá ekonomická a sociální aktivistka (* 8. června 1885)
- 18. srpna – Karl Schenker,německý portrétní a módní fotograf (* 23. října 1886)
- 6. září – Antoni Wawrzyniak, polský kameraman, fotograf, voják a účastník Varšavského povstání (* 13. června 1883)
- ? – Eivind Enger, norský fotograf (* 22. února 1876)
- ? – Ólafur Magnússon, islandský a dánský portrétní dvorní fotograf (* 1889)
- ? – Jean Péraud, francouzský válečný fotograf (10. srpna 1925 – 1. července 1954)